# Punctozotroctes bolivianus
Punctozotroctes bolivianus är en skalbaggsart som beskrevs av Martins och Maria Helena M. Galileo 2007. Punctozotroctes bolivianus ingår i släktet Punctozotroctes och familjen långhorningar. Inga underarter finns listade i Catalogue of Life.